# 봄이 오면/꾸꾸꾸
《봄이 오면/꾸꾸꾸》는 브로콜리너마저가 발표한 수작업 데모 싱글이다. 붕가붕가레코드의 수공업소형음반 시리즈의 네 번째 작품.

## 수록곡
1. 꾸꾸꾸 (vo.계피)
2. 봄이오면 (vo.덕원)
3. 꾸꾸꾸(acoustic ver.) (vo.덕원)